# Bo Persson (bordtennisspelare)
Bo Persson, född 1 januari 1948 i Hörby, är en svensk före detta bordtennisspelare. Han vann både EM- och VM-guld i lag.
Han spelade sitt första VM 1965 och 1975 - 11 år senare sitt sjätte och sista. 
Under sin karriär tog han 3 medaljer i Bordtennis-VM, 1 guld och 2 brons. 
Han spelade sitt första EM 1968 och 1974 - 7 år senare sitt fjärde och sista. 
Under sin karriär tog han 4 medaljer i Bordtennis-EM, 4 guld.

## Meriter
- Bordtennis-VM
  - 1967 i Stockholm
    - 3:e plats med det svenska laget

  - 1969 i München
    - 5:e plats med det svenska laget

  - 1971 i Nagoya
    - 4:e plats med det svenska laget

  - 1973 i Sarajevo
    - 1:a plats med det svenska laget

  - 1975 i Calcutta
    - 3:e plats med det svenska laget

- Bordtennis-EM
  - 1968 i Lyon
    - 1:a plats med det svenska laget

  - 1970 i Moskva
    - kvartsfinal dubbel
    - 1:a plats med det svenska laget

  - 1972 i Rotterdam
    - kvartsfinal mixed dubbel
    - 1:a plats med det svenska laget

  - 1974 i Novi Sad
    - 1:a plats med det svenska laget

- Nordiska mästerskapen - guldmedaljer
  - Singel - 1967
  - Mixed dubbel – 1967
  - Lag - 1967